# 内郷綴町
内郷綴町（うちごう つづらまち）は、福島県いわき市の大字である。郵便番号は973-8403。

## 地理
いわき市中央部の内郷地区に属する。北東で内郷御厩町、南東で平上荒川、南で常磐湯本町、西で内郷白水町、内郷内町、北西で内郷高坂町とそれぞれ隣接する。概ね町村制施行以前の磐前郡綴村の流れを汲む地域である。二級水系夏井川水系新川右岸域の平野部と南部に隣接する山間部を主な範囲とする。旧内郷市中心部としてJR内郷駅を中心に平野部には市街地が広がり、市施設や病院など多くの公共施設が立地する。内郷御厩町内に所在するいわき中央警察署及び内郷高坂町に所在する内郷消防署がそれぞれ管轄にあたる。

### 主な字
字
複数の字を持つが、「字」の表記はされない。
- 沼尻
- 仲田
- 高野作
- 柴崎
- 金谷

- 上馬場
- 川原田
- 榎下
- 大木下
- 板宮沢

- 板宮
- 町之内
- 秋山
- 一之坪
- 七反田

- 大神田
- 堀坂
- 道陸神
- 楮ケ久保
- 舟場

### 河川
- 新川（二級水系夏井川水系）
  - 宮川（最下流部右岸中州の一部）

## 歴史
- 1879年1月27日 - 平藩領綴村が福島県内における郡区町村制の施行により磐前郡の村となる[4]。
- 1889年4月1日 - 町村制の施行により綴村が小島村、御台境村、御厩村、高坂村、宮村、内町村、白水村と合併し、磐前郡内郷村が発足する。旧綴村域は内郷村の大字となる[4]。
- 1896年4月1日 - 磐前郡と周辺郡との合併により石城郡が発足し、石城郡内郷村となる[4]。
- 1942年8月1日 - 内郷村が町制施行し、内郷町の大字となる[4]。
- 1954年7月10日 - 内郷町が市制施行し、内郷市の大字となる[4]。
- 1966年10月1日 - 内郷市が平市・磐城市・常磐市・勿来市、石城郡小川町・遠野町・四倉町・川前村・田人村・好間村・三和村、双葉郡久之浜町・大久村と合併しいわき市となり、いわき市内郷地区の大字となる[4]。

## 世帯数と人口
2023年10月31日現在の世帯数と人口は以下の通りである。
| 大字     | 世帯数   | 人口   |
| -------- | -------- | ------ |
| 内郷綴町 | 1422世帯 | 2935人 |

## 小・中学校の学区
市立小・中学校に通う場合、学区は以下の通りとなる。
| 番地 | 小学校               | 中学校                   |
| --- | -------------------- | ------------------------ |
| 下記を除く全域 | いわき市立綴小学校   | いわき市立内郷第一中学校 |
| 榎下（1～11番地、12番地の1～26番地、77番地～）、 町之内（25～27番地、42番地～）、 一之坪（28～34番地、37番地の3、37番地の4、 39～42番地、47番地、54番地～) | いわき市立内町小学校 | いわき市立内郷第一中学校 |
| 沼尻、仲田、高野作、柴崎、金谷、 板宮沢、板宮 | いわき市立御厩小学校 | いわき市立内郷第一中学校 |
| 上馬場 | いわき市立高坂小学校 | いわき市立内郷第一中学校 |

## 交通

### 鉄道
- JR常磐線
  - 内郷駅

### 道路
- 福島県道20号いわき上三坂小野線（旧国道6号）
- 福島県道66号小名浜小野線
- 一級市道内郷平線
  - 堀坂トンネル
- 一級市道八仙舟場線

## 施設
- 国土交通省東北運輸局いわき自動車検査登録事務所
- ポリテクセンターいわき
- 福島県警察いわき中央警察署内郷交番
- 福島県立いわき翠の杜高等学校
- いわき市立綴小学校
- いわき市役所内郷支所
- 内郷コミュニティセンター
- 内郷消防署
- いわき市立内郷図書館
- 福島労災病院
- ダイユーエイト いわき内郷店
- いわき信用組合 内郷支店